# ウィリアム・フーパー
ウィリアム・フーパー（英: William Hooper、1742年6月28日-1790年10月14日）は独立前のアメリカ合衆国ノースカロライナ州の弁護士、政治指導者であり、1774年から1777年まで大陸会議代表となり、同僚のジョセフ・ヒューズやジョン・ペンと共にアメリカ独立宣言に署名した。

## 初期の経歴
フーパーはマサチューセッツ湾植民地のボストンで、エディンバラ大学で学んだ後にスコットランドから移民してきた同じ名前のウィリアム・フーパーの息子として生まれた。母のメアリー・デニーはマサチューセッツでとても尊敬されていた商人ジョン・デニーの娘だった。フーパーは5人兄弟の総領だった。父親のフーパーはボストンのトリニティ教会で牧師をしており、その息子も自分と同じように聖公会の牧師にしたいと考え、息子が7歳のときにマサチューセッツでも特に際立っていた教育者ジョン・ラベルが校長を務めるボストン・ラテン学校に入れた。1757年、息子のフーパーは15歳でハーバード大学に入学し、勤勉な生徒と考えられ、大いに認められた。1760年に同大学を優等で卒業し、学士号を取得した。しかし卒業後は父が望んだように牧師としての経歴を歩みたいとは思わなかった。その代わりにボストンで急進的と見られていた人気のある弁護士ジェイムズ・オーティスの下で法律を学んだ。フーパーは1764年までオーティスの下で勉強し、法廷弁護士の試験に通ると、ボストンは弁護士が既に多かったので、マサチューセッツを離れる決心をした。

## ノースカロライナでの生活
1764年、フーパーは一時的にノースカロライナのウィルミントンに移住し、そこで法律実務を始め、ケープフェアで巡回裁判所の弁護士を務めた。ノースカロライナでは裕福な農場主や同僚の弁護士達の間で、高い評判を築き始めた。幾つかの裁判では植民地政府を代表することでその影響力を増した。1767年、ニューハノバー郡の裕福な初期からの開拓者で保安官の娘、アン・クラークと結婚した。この夫妻には1768年に息子のウィリアム、1770年に娘のエリザベス、また1772年に息子のトマスが生まれた。フーパーは急速にその地位を高めていくことができ、1769年にはまずサリスベリー地区の副検事に、1770年にはノースカロライナの副検事総長に指名された。
当初フーパーはノースカロライナにおけるイギリスの植民地政府を支持していた。1768年には総督のウィリアム・トライアンと共に「世直しの戦争」(1764-1771)に参加した世直し家として知られた反逆集団を抑圧した。世直し家達はノースカロライナで暫くの間活動し、1770年にはヒルズボロでの暴動のときにフーパーを通りに引きずり出したと言われている。フーパーはトライアン総督に反逆者を抑えるために必要と考える武力の行使を進言し、1771年のアラマンスの戦いでは軍隊に同行すらした。

## アメリカ独立戦争への関与
植民地政府に対するフーパーの支持は弱まり始め、以前にトライアン総督を支持していたために問題を生じるようになった。ロイヤリストと刻印されていたためにパトリオットからは即座に受け入れられなかった。1773年に植民地議会議員に選出され、植民裁判所を規制することになる法律を植民地議会が通そうとしたときにその反対者になった。このことでロイヤリストとの関係が気まずくなった。フーパーは独立が起こりうると認識し、友人のジェイムズ・アイアデルに宛てた書簡では、植民地が「急速に独立に向けて動き出しており、近いうちにイギリスの廃墟の上に帝国を打ち立てることになる」と述べていた。
フーパーは議員を務めるうちに緩りとアメリカの革命と独立を支持するようになった。総督が議会を解散させた後は、新しい植民地議会の結成に貢献した。通信委員会と査問委員会の委員にも指名された。1774年にはノースカロライナを代表して第一次大陸会議の代表に選ばれ、多くの委員会で活動した。第二次大陸会議にも代表に選ばれたが、この会議と、彼が新しいノースカロライナの政府を組織するために活動していたこととで、その時間の多くが割かれてしまった。この新しいノースカロライナ政府に関わる事項に忙殺されていたために、1776年7月4日のアメリカ独立を決める投票には参加できなかったが、8月2日のアメリカ独立宣言署名の場には間に合うことができた。
1777年、フーパーは財政的な問題が続いていたので、大陸会議代表を辞任し、ノースカロライナに戻って法律実務を再開した。独立戦争の間、イギリス軍はフーパーを捕まえようとしており、フィニアンにあったその家はイギリス軍の攻撃に対しては脆弱なものだった。フーパーは家族と共にウィルミントンに移転した。1781年にイギリス軍がウィルミントンを占領し、チャールズ・コーンウォリス将軍とその軍隊がギルフォード郡庁舎の戦いの後で後退してきたときに、フーパーは家族と離れ離れになった。さらにイギリス軍がフィニアンとウィルミントンにあったフーパーの資産を焼き払ったので、フーパーはこの時期食糧と隠れ家を友人に頼らなければならず、マラリアを患ったときは快復するまでの看護まで世話になった。最終的に家族とは1年近く別れたままになっていた後で再会することができ、ヒルズボロに落ち着いて、1783年までノースカロライナ議会のために働き続けた。

## 独立の後
独立戦争が終わるとフーパーは法律実務にもどったが、その政治的立場故に大衆の支持を失くした。フーパーは、その影響力ある係累、下層階級に対する不信、および概してその罪を許していたロイヤリストに対して優しく対処したことを広く批判されたことのために、連邦党と共同歩調をとった。ロイヤリストに対する親切で公平な扱いをしたためにフーパー自身がロイヤリストだと言う者もいた。フーパーは1786年にニューヨーク州とマサチューセッツ州が境界に関して紛争になったときに、連邦判事として再度公務に呼び出されたが、この紛争は法廷外で決着が付いた。1787年と1788年にはノースカロライナがアメリカ合衆国憲法を批准するよう懸命に運動したが、この頃に健康を害し、1790年10月14日に48歳で死んだ。ヒルズボロの長老派教会墓地に埋葬された。その遺骸は後にギルフォード・コートハウスの国立軍人墓地に移葬された。